# نيو غرانى تشاين (إلينوي)
نيو غرانى تشاين (بالإنجليزية: New Grand Chain)‏ هي منطقة سكنية تقع في الولايات المتحدة في إلينوي. يقدر عدد سكانها بـ 233 نسمة .

## الموقع الجغرافي
الموقع الجغرافي للمناطق المحيطة بهذه النقطة هو كالتالي: